# Aleksander Balter
Aleksander Balter (ur. 26 kwietnia 1950) – polski fizyk, profesor nauk fizycznych, specjalizuje się w biofizyce molekularnej oraz optyce molekularnej; emerytowany nauczyciel akademicki Instytutu Fizyki Wydziału Fizyki, Astronomii i Informatyki Stosowanej Uniwersytetu Mikołaja Kopernika.

## Życiorys
W latach 1968–1973 studiował na toruńskim UMK fizykę eksperymentalną. Po dyplomie został zatrudniony w tamtejszym Instytucie Fizyki (od 1973). Poza macierzystą uczelnią staż naukowy odbył jako Research Associate w Department of Biological Chemistry, School of Medicine na amerykańskim University of Maryland, Baltimore (w 1981). Tytuł profesora nauk fizycznych został mu nadany w 1997. W Instytucie Fizyki UMK pełnił funkcję kierownika Zakładu Biofizyki i Fizyki Medycznej oraz kierownika Zespołu Biofizyki Doświadczalnej.
Swoje prace publikował m.in. w „Journal of Biochemical and Biophysical Methods", „Biochemistry", „Chemical Physics Letters", „Biophysical Chemistry", „Chemical Physics", „Photochemistry and Photobiology" oraz w „Optics Communications".